# 3-methylpentan-1-ol
3-methylpentan-1-ol is een organische verbinding met als brutoformule C6H14O. Van nature komt de stof voor in Capsicum frutescens, de tabascopeper, een pepersoort die traditioneel gebruikt wordt om tabascosaus te maken.
Het koolstofatoom met de methylgroep is asymmetrisch, waardoor de stof als R- en als S-isomeer kan voorkomen.